# Aspicarpa brevipes
Aspicarpa brevipes là một loài thực vật có hoa trong họ Malpighiaceae. Loài này được (Sessé ex DC.) W.R.Anderson mô tả khoa học đầu tiên năm 1987.